# أمعائية
الأَمْعائِيَّةُ أو إيروباكتر (الاسم العلمي: Enterobacter) هو جنس من البكتيريا يتبع فصيلة الأمعائيات من رتبة المعويات.